# 인도네시아 여자 축구 국가대표팀
인도네시아 여자 축구 국가대표팀은 인도네시아를 대표하는 여자 축구 국가대표팀으로 인도네시아 축구 협회에서 관리하고 있다. 다크호스로 손꼽히는 남자 대표팀과는 달리 동남아시아 내에서도 약체로 분류되며 대만과의 1977년 AFC 여자 아시안컵 A조 1차전에서 국제 경기 데뷔전을 치렀고 이 경기에서 0-5로 패배했으며 아직까지 FIFA 여자 월드컵과 하계 올림픽 본선 경험은 전무하다.

## 국제 대회 경력

### AFC 여자 아시안컵
1977년 대회를 시작으로 총 5번의 여자 아시안컵 본선에 참가하여 이 중 첫 출전인 1977년과 5년만에 본선에 오른 1986년 대회에서 4위에 오르며 남녀 대표팀을 통틀어 아시안컵 역대 최고 성적을 거두었으나 나머지 3번의 대회(1981년, 1989년, 2022년)에서는 조별리그 탈락의 고배를 마셨다.

### 아세안 여자 챔피언십
2004년 대회를 시작으로 총 8번의 대회에 출전했으며 이 가운데 첫 출전한 2004년 대회에서 4위를 기록하며 아세안 여자 챔피언십 역대 최고 성적을 남겼다.

### 아시안 게임
자국에서 열린 2018년 대회에 처음으로 참가하자마자 몰디브와의 개막전에서 6-0 대승을 거두며 아시안 게임 첫 승을 올렸으나 이후 대한민국과 대만에 무려 19골을 내주며 조별리그 탈락의 쓴 잔을 마셨다.

### 아세안 위민스컵
초대 대회인 2024년 대회에서 3승 1무의 전적으로 이 대회 초대 챔피언에 등극하면서 3회 연속 아세안 여자 챔피언십 출전권을 확보했다.

## 성적

### FIFA 여자 월드컵
| 연도   | 결과      | 경기      | 승        | 무        | 패        | 득점      | 실점      |           |
| ------ | --------- | --------- | --------- | --------- | --------- | --------- | --------- | --------- |
| 1991년 | 불참      | 불참      | 불참      | 불참      | 불참      | 불참      | 불참      | 불참      |
| 1995년 | 불참      | 불참      | 불참      | 불참      | 불참      | 불참      | 불참      | 불참      |
| 1999년 | 불참      | 불참      | 불참      | 불참      | 불참      | 불참      | 불참      | 불참      |
| 2003년 | 불참      | 불참      | 불참      | 불참      | 불참      | 불참      | 불참      | 불참      |
| 2007년 | 예선 탈락 | 예선 탈락 | 예선 탈락 | 예선 탈락 | 예선 탈락 | 예선 탈락 | 예선 탈락 | 예선 탈락 |
| 2011년 | 불참      | 불참      | 불참      | 불참      | 불참      | 불참      | 불참      | 불참      |
| 2015년 | 불참      | 불참      | 불참      | 불참      | 불참      | 불참      | 불참      | 불참      |
| 2019년 | 불참      | 불참      | 불참      | 불참      | 불참      | 불참      | 불참      | 불참      |
| 2023년 | 예선 탈락 | 예선 탈락 | 예선 탈락 | 예선 탈락 | 예선 탈락 | 예선 탈락 | 예선 탈락 | 예선 탈락 |
| 2027년 | 미정      | 미정      | 미정      | 미정      | 미정      | 미정      | 미정      | 미정      |
| 합계   | 0/9       |           |           |           |           |           |           |           |

### AFC 여자 아시안컵
- 1975년: 불참
- 1977년: 4위
- 1979년: 불참
- 1981년: 조별리그
- 1983년: 불참
- 1986년: 4위
- 1989년: 조별리그
- 1991년 ~ 2003년: 불참
- 2006년: 진출 실패
- 2008년 ~ 2018년: 불참
- 2022년: 조별리그

### 동남아시아 여자 축구 선수권 대회
- 2004년: 4위
- 2006년: 불참
- 2007년 ~ 2011년: 조별리그
- 2012년: 기권
- 2013년 ~ 2015년: 조별리그
- 2016년: 불참
- 2018년 ~ 2019년: 조별리그

### 아시안 게임 축구
- 1990년 ~ 2014년: 불참
- 2018년: 조별리그
- 2022년: 불참

## 같이 보기
- 인도네시아 축구 국가대표팀